# Лешно-Гржибово
Лешно-Гржибово (пол. Leszno Grzybowo) — остановочный пункт в городе Лешно (расположен в дзельнице Гржибово), в Великопольском воеводстве Польши. Имеет 2 платформы и 2 пути.
Остановочный пункт (платформа) на железнодорожной линии Лодзь-Калиская — Форст, построен в 1940 году.